# Phenacodes
Phenacodes là một chi bướm đêm thuộc họ Crambidae.